# Моисеев, Никита Николаевич
Ники́та Никола́евич Моисе́ев (10 [23] августа 1917, Москва — 29 февраля 2000, там же) — советский и российский учёный в области общей механики и прикладной математики, академик АН СССР (1984; РАН с 1991) и ВАСХНИЛ (1985; затем РАСХН). Основатель и первый декан ФУПМ МФТИ (1969). Основатель и руководитель ряда научных школ. Автор 35 монографий, 10 учебных пособий и более 300 научных и научно-популярных статей. Труды по динамике твёрдого тела с жидкостью, численным методам математической физики, теории оптимизации управления и др.
Руководитель исследований по разработке математической модели экологических последствий ядерной войны (т. н. «ядерная зима»), ставших широко известными в мире и повлиявшими на заключение договоров между СССР и США об ограничении гонки ядерных вооружений.

## Биография
Родился 23 августа 1917 года в Москве в мансарде небольшого особняка, который до сих пор стоит в Большом Афанасьевском переулке. В то время здание принадлежало Н. К. фон Мекку — сыну знаменитой покровительницы композитора П. И. Чайковского. Мать Никиты Николаевича — Елена Николаевна — была в этой семье приёмной дочерью. Отец — Николай Сергеевич Моисеев, приват-доцент Московского университета, происходил из служилых дворян. В 1930 году был репрессирован, погиб в Бутырской тюрьме.
Ещё учась в школе, увлекался математикой, посещал математический кружок в Математическом институте им. Стеклова, активно занимался спортом — в 1934 году стал чемпионом СССР по лыжам среди юниоров (его коронная дистанция — 50 км). По окончании школы поступил в Педагогический институт и проучился в нём первый курс, после которого в 1935 году поступил в МГУ. Увлекался альпинизмом. В 1940 году был призван в армию, где обучал лыжной технике бойцов для боевых действий в советско-финляндской войне. В 1941 году окончил механико-математический факультет МГУ по специальности «функциональный анализ».
Участник Великой Отечественной войны. В 1942 году после окончания специальных курсов Военно-воздушной инженерной академии им. Н. Е. Жуковского направлен в действующую армию. Служил старшим техником авиационной эскадрильи, затем инженером и начальником службы по вооружению авиаполка (из-за нехватки лётного состава неоднократно выполнял обязанности воздушного стрелка на ИЛ-2, его самолёт дважды был сбит) на Брянском, Волховском, Ленинградском и Втором Прибалтийском фронтах. В 1944 году вступил в КПСС.
В 1946—1948 годах работал старшим инженером НИИ-2 Минавиапрома, преподавал в Военно-воздушной инженерной академии им. Жуковского. В 1948 году защитил диссертацию на соискание учёной степени кандидата технических наук и завершил службу в Советской Армии в должности начальника учебного отдела Харьковского высшего военного авиационного училища в звании капитан запаса.
C 1949 года преподавал на кафедре реактивной техники МВТУ им. Баумана (здесь же читали спецкурсы С. П. Королёв, В. Н. Челомей, В. П. Бармин). Затем, по рекомендации Г. И. Двухшёрстова, переехал в Ростов, работал старшим преподавателем, доцентом, и. о. заведующего кафедрой теоретической механики Ростовского государственного университета.
В начале 1950-х годов поступил в докторантуру Математического института им. Стеклова. Вёл исследовательскую работу под руководством и при участии Ю. А. Победоносцева, Д. А. Вентцеля, академиков И. Е. Тамма, М. А. Лаврентьева, И. М. Виноградова, Л. И. Седова, С. Л. Соболева, М. В. Келдыша. В 1955 году защитил диссертацию на соискание учёной степени доктора физико-математических наук.

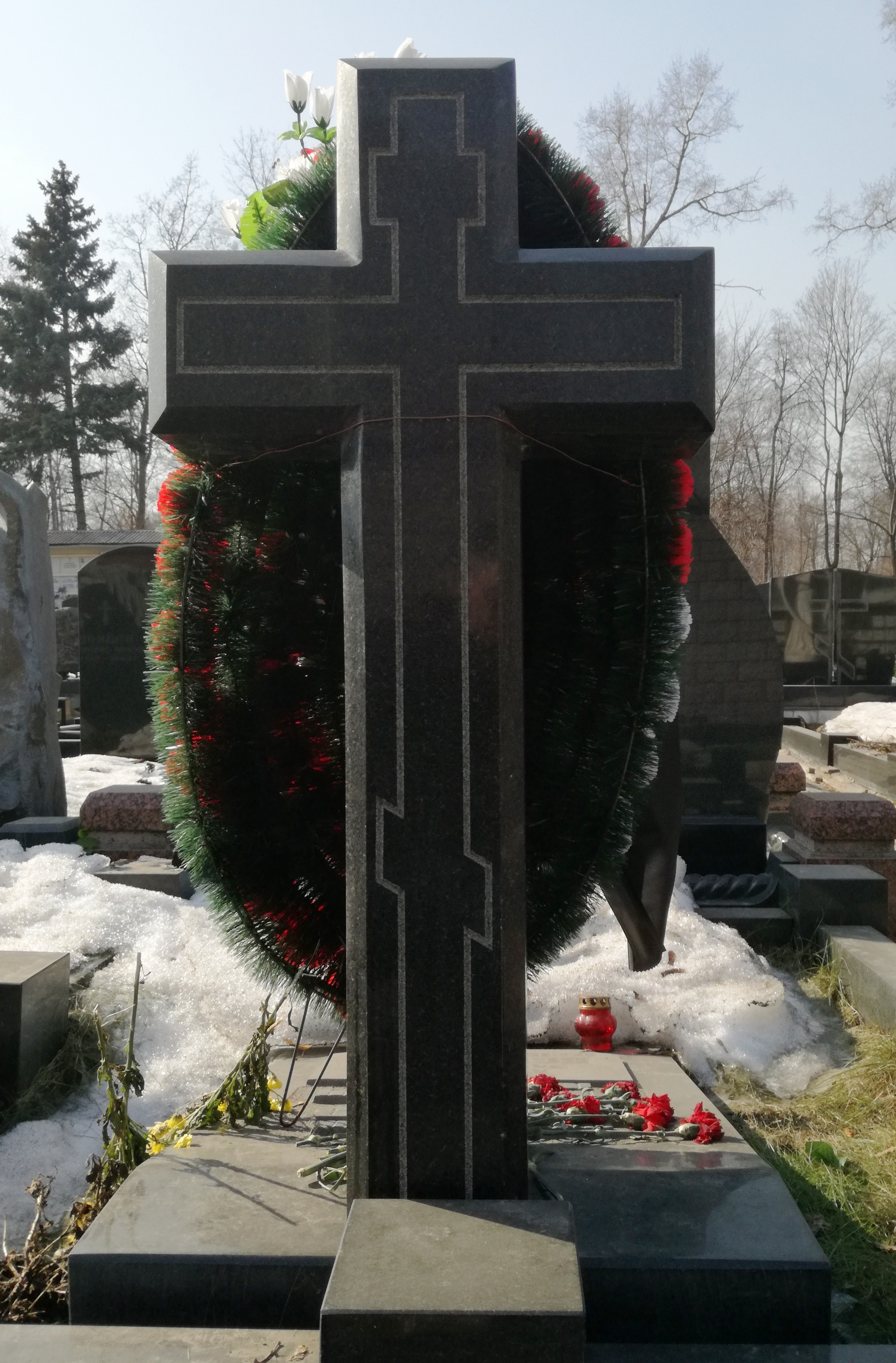
Могила Моисеева на Даниловском кладбище

В 1956 году профессор кафедры математики Московского физико-технического института. Вскоре назначен деканом Аэромеханического факультета МФТИ.
В 1969 г. организовал факультет управления и прикладной математики МФТИ и стал его первым деканом. Одновременно с этим работал старшим научным сотрудником, заведующим лабораторией Вычислительного центра АН СССР, а в 1967—1985 годах являлся заместителем директора по научной работе ВЦ АН СССР. Под его руководством выполнены исследования по разработке математической модели последствий ядерной войны — «ядерная зима» (1983).
C 1985 года и до конца своей жизни — советник директора ВЦ АН СССР (с 1991 г. — ВЦ РАН), один из основателей и президент Международного независимого эколого-политологического университета (МНЭПУ) (1992—2000). В 1995 году стал главным редактором научно-популярного журнала «Экология и жизнь», первый номер которого вышел в 1996 году. С 1998 года — почётный доктор МЭИ.
Скончался 29 февраля 2000 года после тяжёлой продолжительной болезни. Похоронен на Даниловском кладбище в Москве (уч. 14э).

### Личная жизнь

фото семьи академика Н. Н. Моисеева: Никита Николаевич, супруга Кира Николаевна, дочь Ирина.

В молодости увлекался альпинизмом, несколько лет работал инструктором в альпинистских лагерях. Был женат, две дочери.

## Основные направления исследовательской деятельности
- Системный анализ и теория оптимальных систем;
- прикладная математика и её приложения для решения сложных задач физики и техники;
- теория и методы расчёта систем управления и траекторий космических объектов;
- теория управления (общие вопросы теории и методы расчёта конкретных систем управления космическими объектами) и методы оптимизации, в том числе природопользования;
- модели динамики биосферы и её стабильности при антропогенных воздействиях (в 1983 году были получены количественные оценки возможных последствий ядерной войны, известные как «ядерная зима» и «ядерная ночь»);
- философия естествознания, в том числе методологические проблемы взаимоотношения биосферы и общества и математические модели стабильности биосферы в условиях антропогенных воздействий;
- философские и политологические проблемы общества в условиях переходного периода России[8], процессов самоорганизации (или универсального эволюционизма, по терминологии Н. Н. Моисеева) и необратимости эволюционных процессов;
- педагогические и этические проблемы формирования нового мировоззрения для пересмотра взаимоотношения человека и природы, идей эпохи ноосферы В. И. Вернадского и провозглашение коэволюции человека и биосферы как условия выживания человека на планете.

Моисеев был основоположником целого ряда новых направлений в прикладной математике, автором работ по механике и гидродинамике, численным методам в теории оптимального управления, теории иерархических систем, имитационному моделированию, автоматизации проектирования, междисциплинарным исследованиям экологических проблем. В каждой из этих областей Моисееву принадлежат основополагающие достижения.
Научные интересы Моисеева включали понимание перспектив развития прикладной математики, вычислительной техники. Острая гражданская заинтересованность проблемами страны 50 с лишним лет определяли направления и характер его деятельности. Будучи заместителем директора Вычислительного центра АН СССР, открывал новые области исследований, устанавливал тесные контакты с отраслевыми НИИ и КБ, создавал новые отделы.
Так, он был инициатором математического компьютерного моделирования процессов производства, распределения, обмена, потребления материальных благ в системе древнегреческих полисов в период Пелопоннесской войны 431—404 до н. э. (исследованием занимались Ю.Н. Павловский, А.С.  Гусейнова, В.А. Устинов).
Содействовал созданию Российского общества экологической экономики (РОЭЭ) и выступил с пленарным докладом на открытии его Первой Международной конференции в 1993 году. Был членом Совета общества.

## Награды и признание

### Государственные награды
- орден Красной Звезды (1944).
- орден Отечественной войны II степени (1945).
- медаль «За оборону Ленинграда».
- медаль «За победу над Германией в Великой Отечественной войне 1941—1945 гг.».
- Государственная премия СССР за цикл работ по динамике движения тел (1980).
- Премия Совета Министров СССР (1981).
- орден Ленина (1987).

### Награды иностранных и общественных организаций
- международная премия Glob-500 (ООН) (1995).
- золотая медаль РАЕН им. П. Л. Капицы (1997).

### Почётное членство
- почётный член Российской академии естественных наук (РАЕН).
- член Международной академии астронавтики (Париж).
- президент Российского отделения «Зелёного креста».
- президент Российского национального комитета содействия Программе ООН по охране окружающей среды.
- президент Международного независимого эколого-политологического университета (МНЭПУ) (1993—2000).
- Президент Независимой консультативной ассоциации.

### Редакторская деятельность
- главный редактор журнала «Экология и жизнь» (1995—2000).
- Председатель серии «Оптимизация и исследование операций» (издательство «Наука»).
- член редакционной коллегии серии «Академические чтения» АН (издательство «Наука»).
- член редколлегии серии «Кибернетика — неограниченные возможности и возможные ограничения» (издательство «Наука»).

Был членом редакционной коллегии ряда журналов:
- «Известия АН СССР. Серия биологическая».
- «Журнал вычислительной математики и математической физики».
- «Коммунист».
- «Вопросы философии».
- «Детектив и политика» (журнал, основанный Юлианом Семёновым).

## Основные труды

### Монографии и учебные пособия
- Моисеев Н. Н., Румянцев В. В. Динамика тела с полостями, содержащими жидкость. — М.: Наука, 1965. — 439 с.
- Моисеев Н. Н., Петров А. А. Численные методы расчёта собственных частот колебаний ограниченного объёма жидкости. — М.: ВЦ АН СССР, 1966. — 269 с.
- Численные методы теории оптимального управления. — М.: Б. и., 1968. — 163 с.
- Асимптотические методы нелинейной механики. — М.: Наука, 1969. — 379 с.
- Численные методы в теории оптимальных систем. — М.: Наука, 1971. — 424 с.
- Элементы теории оптимальных систем. — М.: Наука, 1975. — 526 с.
- Моисеев Н. Н., Иванилов Ю. П., Столярова Е. М. Методы оптимизации. — М.: Наука, 1978. — 352 с.
- Моисеев Н. Н. Асимптотические методы нелинейной механики: [учеб. пособие для ун-тов]. — 2-е изд., перераб. — М.: Наука, 1981. — 400 с.
- Моисеев Н. Н. Математические задачи системного анализа: (учеб. пособие для вузов по спец. «Прикл. математика»). — М.: Наука, 1981. — 487 с.
- Моисеев Н. Н., Александров В. В., Тарко А. М. Человек и биосфера: Опыт систем. анализа и эксперименты с моделями. — М.: Наука, 1985. — 271 с.
- Моисеев Н. Н. Методы информатики в управлении народным хозяйством: [Учеб. пособие] / Акад. нар. хоз-ва при Совете Министров СССР, Каф. автоматизир. систем управления и экон.-мат. методов. — М.: АНХ СССР, 1988. — 118 с.
- Избранные труды: [В 2 т.] / Никита Николаевич Моисеев; Вычисл. центр им. А. А. Дородницына РАН. Фонд глоб. проблем выживания человечества им. Н. Н. Моисеева. — М.: Тайдекс Ко, 2003—____ (ГУП Смол. обл. тип. им. В. И. Смирнова). — ISBN 5-94702-016-5.
  - Т. 1: Гидродинамика и механика. Оптимизация, исследование операций и теория управления. — 2003. — 374, [1] с.
  - Т. 2: Междисциплинарные исследования глобальных проблем. Публицистика и общественные проблемы / [сост. : Ю. Г. Евтушенко и др.]. — 2003 (ГУП Смол. обл. тип. им. В. И. Смирнова). — 262, [1] с. — ISBN 5-94702-017-3.

### Препринты
- Методы оптимизации. Гл. 1. Задача отыскания экстремума функций многих переменных. — М.: Б. и., 1968. — 96 с. (Переиздание: М.: Б. и., 1969. — 96 с.)
- Методы оптимизации. Гл. 2. Нелинейное программирование. — М.: Б. и., 1969. — 74 с.
- Методы оптимизации. Гл. 6. Задачи синтеза оптимальных систем управления. — М.: Б. и., 1969. — 174 с.
- Моисеев Н. Н., Кононенко А. Ф. Методы оптимизации. Гл. 2; 3. Нелинейное программирование; Динамическое программирование. — Долгопрудный: Б. и., 1972. — 156 с.

### Научно-популярные книги
- Математик задаёт вопросы… (Приглашение к диалогу). — М.: Знание, 1974. — 191 с.
- Слово о научно-технической революции. — М.: Молодая гвардия, 1978. — 222 с.
- Математика ставит эксперимент. — М.: Наука, 1979. — 223 с.
- Человек, среда, общество. Проблема формализации описания. — М.: Наука, 1982. — 240 с.
- Моисеев Н. Н. Люди и кибернетика. — М.: Молодая гвардия, 1984. — 224 с.
- Слово о научно-технической революции. — 2-е изд., доп. изд. — М.: Молодая гвардия, 1985. — 238 с. — (Эврика).
- Человек, природа и будущее цивилизации: «Ядерная зима» и проблема «запретной черты»: [Пер. с рус.]. — М.: Изд-во агентства печати «Новости», 1986. — 92, [1] с.
- Алгоритмы развития / АН СССР. — М.: Наука, 1987. — 302, [2] с.
- Социализм и информатика. — М.: Политиздат, 1988. — 285 с.
- Экология человечества глазами математика : (Человек, природа и будущее цивилизации). — М.: Молодая гвардия, 1988. — 251,[3] с. — (Эврика). — ISBN 5-235-00061-7.
- Человек и ноосфера (ознаком. часть от LitRes.Ru). — М.: Молодая гвардия, 1990. — 351, [1] с. — ISBN 5-235-01070-1.
- Пути к созиданию. — М.: Республика, 1992. — 254, [1] с. — ISBN 5-250-01303-1.
- Восхождение к Разуму: Лекции по универс. эволюционизму и его прил. — М.: Фирма коммерч. рекламы и науч.-техн. пропаганды «ИздАТ», 1993. — 174, [1] с. — ISBN 5-86656-011-9.
- Как далеко до завтрашнего дня… Свободные размышления, 1917—1993. — М.: Аспект Пресс, 1994. — 304 с.
  - Как далеко до завтрашнего дня…: Свободные размышления, 1917—1993 / Междунар. независимый экол.-политол. ун-т. — М.: Изд-во МНЭПУ, 1997. — 309, [1] с. — ISBN 5-7383-0045-9.
  - Переизд. в кн.: Как далеко до завтрашнего дня…: Свободные размышления, 1917—1993; Воспоминания о Н. Н. Моисееве. — М., 2002. — 487, [1] с. — (Библиотека журнала «Экология и жизнь»). — ISBN 5-94702-003-3.
  - Переизд. в кн.: Как далеко до завтрашнего дня…: Свободные размышления, 1917—1993; В том же томе — Вехи-2000. Заметки о русской интеллигенции кануна нового века. К 100-летию со дня рождения Н. Н. Моисеева / Сост. Самсонов А. Л. — М.: АНО «Экология и жизнь», 2017. 440 с. — 24 с. — ISBN 978-5-9500751-0-0.
  - Nikita N. Moiseev. How Far It Is to Tomorrow. Reflection of an Eminent Russian Applied Mathematician. 1917—2000. / Preface by prof. Felix I. Ereshko. Birkhauser. Translated by Robert G. Burns and Iouldouz S. Ragimov, 2022. Toronto, ON, Canada. ISBN 978.3.030.96650.8, ISBN 978.3.030.96651.5 (eBook); http://doi.org/10.1007/978-3-030-96651-5. 392 p. (англ.)
- Современный рационализм / Рос. науч. гуманитар. фонд, Междунар. независимый экол.-политол. ун-т. — М.: МГВП КОКС, 1995. — 376 с.
- Цивилизация на переломе. Пути России / Ин-т соц.-полит. исслед. РАН, Акад. соц. наук. — М.: РИЦ ИСПИ, 1996. — 167 с. — ISBN 5-7556-0039-2
- Экология и образование. — М.: ООО «Юнисам», 1996. — 190,[1] с. — ISBN 5-86986-028-8.
- Время определять национальные цели / Н. Н. Моисеев; Междунар. независимый экол.-политол. ун-т. — М.: Изд-во МНЭПУ, 1997. — 256 с. ISBN 5-7383-0047-5
- Мировое сообщество и судьба России / Междунар. независимый экол.-политол. ун-т. — М.: Изд-во МНЭПУ, 1997. — 268,[1] с. — ISBN 5-7383-0046-7
- С мыслями о будущем России. — М.: Фонд содействия развитию соц. и полит. наук, 1997. — 210 с. ISBN 5-7556-0079-1
- Расставание с простотой. — М.: Аграф, 1998. — 472 с. — (Путь к очевидности). — ISBN 5-7784-0050-0
- Быть или не быть… человечеству? — М., 1999. — 288 с. — ISBN 5-86646-131-5
- Размышление о современной политологии. Политические науки: новые проблемы. — М.: Изд-во МНЭПУ, 1999. — 212 с. (Переизд.: Моисеев Н. Н.. Размышление о современной политологии. Политические науки: новые проблемы. — М.: Изд-во МНЭПУ, 2000. — 212 с.)
- Судьба цивилизации. Путь разума (ознаком. часть). — М.: Яз. рус. культуры, 2000. — 223, [1] с. — (Язык. Семиотика. Культура). — ISBN 5-7859-0118-8
- Универсум. Информация. Общество. — М.: Устойчивый мир, 2001. — 198, [1] с. — (Библиотека журнала «Экология и жизнь». Устройство мира). — ISBN 5-93177-016-X
- Заслон средневековью: Сборник. — М. : Тайдекс Ко, 2003 (ГУП Смол. обл. тип. им. В. И. Смирнова). — 309, [2] с. — (Библиотека журнала «Экология и жизнь» / Фонд глобал. проблем выживания человечества им. Н. Н. Моисеева). — ISBN 5-94702-018-1

### Брошюры
- О математических методах исследования нелинейных колебаний жидкости. — М.: ВЦ АН СССР, 1961. — 15 с.
- Исследование операций. Лекция. — М.: Б. и., 1969. — 41 с.
- Математика — управление — экономика. — М.: Знание, 1970. — 62 с.
- Математические модели экономической науки. — М.: Знание, 1973. — 64 с.
- Простейшие математические модели экономического прогнозирования. — М.: Знание, 1975. — 63 с.
- Неформальные процедуры и автоматизация проектирования. — М.: Знание, 1979. — 63 с.
- Модели экологии и эволюции / Н. Н. Моисеев. — М.: Знание, 1983. — 64 с.
- Информатика в экономике и управлении: Текст лекций / Акад. нар. хоз-ва при Совете Министров СССР, Каф. автоматизир. систем управления и экон.-мат. методов. — М.: АНХ, 1986. — 39 с.
- Идеи естествознания и общественные науки / АН СССР, ВЦ. — М.: ВЦ АН СССР, 1991. — 55 с.
- Современный антропогенез и цивилизационные разломы: (Экол.-политол. анализ) / Междунар. независимый экол.-политол. ун-т. — М.: МНЭПУ, 1994. — 46, [1] с.
- Агония России. Есть ли у неё будущее?: Попытка системного анализа проблемы выбора / Открытый экол. ун-т «ЗМ». — М.: ЭКОПРЕСС-«ЗМ», 1996. — 78 с. — ISBN 5-207-00123-X
- Экологический социализм / Рос. движение за новый социализм. — М.: Реалисты, 1998. — 47 с. — ISBN 5-7918-0042-8

## Избранные статьи
- Моисеев Н. Н. Зачем дорога, если она не ведёт к храму // Иного не дано: [сборник статей] / под общ. ред. д-ра ист. наук Ю. Н. Афанасьева; [ред.-сост. А. А. Протащик]. — М.: Прогресс, 1988. — 674, [1] с. ; 22 см. — (Перестройка: гласность, демократия, социализм). — 50000 экз. — С. 51-76

### Редакторская работа
- Введение в динамику тела с жидкостью в условиях невесомости; Сб. статей / Отв. ред. Н. Н. Моисеев. — М.: Б. и., 1968. — 279 с.
- Системы распределения ресурсов на графах: Сб. статей / Отв. ред. Н. Н. Моисеев. — М.: Б. и., 1970. — 127 с.
- Методы системного анализа в проблемах рационального использования водных ресурсов. Т. 2 / Под ред. Н. Н. Моисеева. — М.: Б. и., 1976. — 502 с.
- Методы системного анализа в проблемах рационального использования водных ресурсов. Некоторые модели социально-экономических систем: Сборник / Под ред. Н. Н. Моисеева. — М.: Б. и., 1977. — 135 с.
- Методы системного анализа окружающей среды / Р. Пэнтл; пер. с англ. под ред. чл.-корр. АН СССР Н. Н. Моисеева; [пер. выполнен канд. техн. наук Е. Л. Левченко]. — Москва : Мир, 1979. — 213 с. : рис., табл. ; 22 см. — Библиогр. в конце гл. — Предм. указ.: с. 206—209. — Пер. изд. : Techniques of environmental systems analysis / R. H. Pantell. — 6700 экз.. — 0.95 р.
- Математические методы в исследовании операций: Сб. статей / Под ред. Н. Н. Моисеева, П. С. Краснощёкова. — М.: Изд-во Моск. ун-та, 1981. — 192 с.
- Бисвас А. К., Линслей Р. К., Матейлис Н. К. и др. Системный подход к управлению водными ресурсами / Пер. с англ. С. Б. Огнивцева; под ред. Н. Н. Моисеева. — М.: Наука, 1985. — 392 с.
- Кибернетика и вычислительная техника. Сборник статей. Вып. 3 / Ред.-сост. Н. Н. Моисеев, А. А. Петров. Под ред. В. А. Мельникова. — М.: Наука, 1987. — 316 с.
- Пути применения и совершенствования современных вычислительных средств: Межвуз. сб. науч. тр. / Смол. гос. пед. ин-т им. Карла Маркса; Под ред. Н. Н. Моисеева. — Смоленск: СГПИ, 1987. — 93, 5 с.
- Информатика в планировании и управлении: [Сб. науч. тр.] / Акад. нар. хоз-ва при Совете Министров СССР, Каф. автоматизир. систем управления и экон.-мат. методов; [Редкол.: Н. Н. Моисеев (отв. ред.) и др.]. — М.: АНХ СССР, 1987. — 193 с.
- Глобальная нравственность: Материалы симпоз., провед. под эгидой комис. СССР по делам ЮНЕСКО и Сов. ком. защиты мира (30-31 янв. 1989 г.) / [Редкол.: Н. Н. Моисеев (отв. ред.) и др.]. — М.: Информ.-изд. центр «Экспресс» : НИИ общ. педагогики, 1989. — 121, [2] с.
- Персональный компьютер: рабочее место профессионала: [Сб. ст.] / АН СССР; [Ред.-сост. Н. Н. Моисеев; Предисл. И. М. Макарова]. — М.: Наука, 1989. — 168,[3] с. — (Сер. «Кибернетика — неогранич. возможности и возмож. ограничения»). ISBN 5-02-007151-X
- Экзистенциальная самозащита биосферы: Сб. рефератов / Отв. ред. Н. Н. Моисеев. — М.: ИНИОН, 1990. — 55 с.
- Глобальная нравственность: [Сборник] / Ассоц. «Действия в защиту биосферы» Фонда социал. изобрет. СССР и др.; [Редкол.: Н. Н. Моисеев (отв. ред.) и др.]. — М.: ИНИОН, 1990. — 31 с. — (Специализир. информ. по пробл. экологии. АН СССР, ИНИОН).
- Россия на новом рубеже: [Сб. ст.] / Междунар. фонд соц.-экон. и политол. исслед. (Горбачёв-фонд), Центр пробл. культуры; [Под ред. Н. Н. Моисеева, В. Б. Иорданского]. — М.: Апрель-85, 1995. — 286 с. — ISBN 5-86493-004-0

## Память

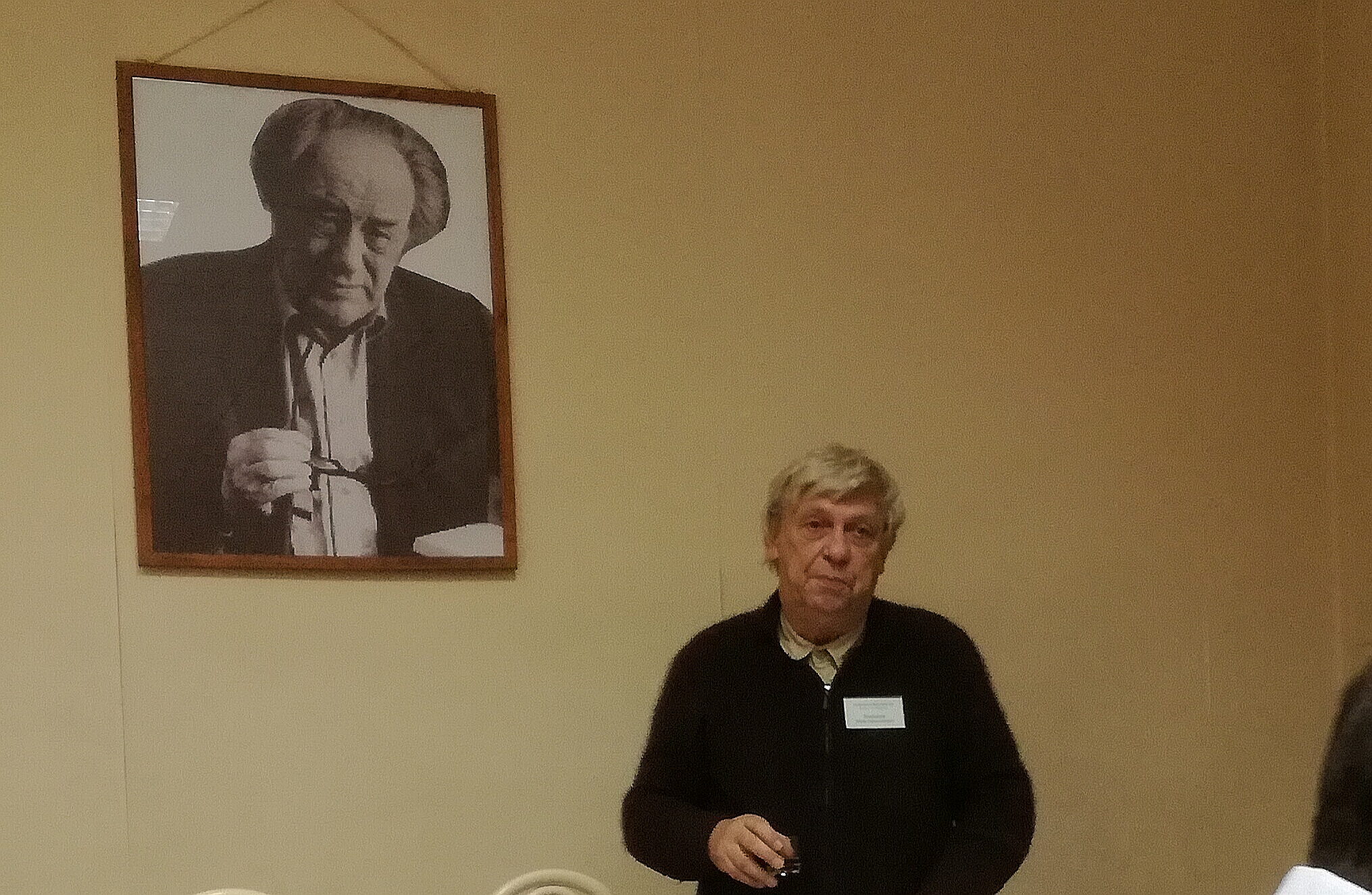
2017. Юбилей Н. Н. Моисеева. Игорь Поспелов.

Высокий уровень, представительность и разнообразие научных школ, конференций и иных мероприятий, проводившихся под руководством Никиты Николаевича Моисеева, привели к тому, что многие учёные считают себя принадлежащими к Школе Моисеева.
В добрую память Никиты Николаевича:
- проводятся научные конференции (обычно к юбилеям со дня его рождения)[12];
- в 2017 году учреждена Премия имени Н. Н. Моисеева РАН, присуждаемая «за выдающиеся работы в области теории систем управления и методов оптимизации, а также методологии исследования проблем взаимоотношений человека-природы-общества.»[13][14];
- В соответствии с постановлением президиума РАН от 24.04.2018 г. № 84 «Об утверждении положения о Комиссии РАН по изучению научного наследия академика Н. Н. Моисеева и её состава» 12 сентября в Президиуме РАН состоялось первое (организационное) заседание Комиссии по научному наследию Н. Н. Моисеева[15].
- представителями семьи и коллегами Никиты Николаевича вскоре после его ухода учреждён Фонд глобальных проблем выживания человечества им. Н. Н. Моисеева, поставивший перед собой цель поддержки разнообразных задач — от издания и более широкого переиздания научного наследия Н. Н. Моисеева, экологической учёбы и просвещения до целого спектра соответствующих научных направлений[16].
- Союзом негосударственных вузов Москвы и Московской области учреждена Медаль Н. Н. Моисеева «За заслуги в образовании и науки»[17]
- Создано несколько виртуальных музеев памяти Н. Н. Моисеева. Один — на портале ВЦ РАН[18], другой — отдельно[19]
- Продолжается осмысление научного вклада Н. Н. Моисеева в мировую культуру и цивилизацию[20]
- Появились сценарии произведений, посвящённых бурной научной, человеческой жизни и научным исканиям Никиты Николаевича, в частности, сценарий Рене Арманда «Откровение Никиты Моисеева»[21]